# Distrito de Magdalena del Mar
El distrito de Magdalena del Mar es uno de los 43 distritos que conforman la provincia de Lima, ubicada en el departamento homónimo, en el Perú. Limita al norte con los distritos de Pueblo Libre y Jesús María; al este con el distrito de San Isidro, al sur con el océano Pacífico; y al oeste con el distrito de San Miguel.

## Historia
La historia de Magdalena del Mar se remonta a los tiempos del curaca Taulichusco, por ser parte de su señorío. Más tarde, en la época virreinal, fue asiento de las haciendas "Zavala" y "Oyague".
El territorio que ocupaba durante el virreinato, la gran Magdalena, abarcó los actuales distritos de Pueblo Libre, Magdalena del Mar, San Miguel, Miraflores, Breña, Jesús María, Carmen de la Legua-Reynoso, además de parte de Bellavista, La Perla, y Lima (zona oeste e industrial), pero con los años el territorio se fue mermando.
En 1857, el presidente, Ramón Castilla, llegó a promulgar un Decreto nombrando Juntas de Notables en los pueblos aislados de Lima, entre los que se encontraba Magdalena. Luego, Ricardo Rey y Basadre, Rodolfo de Rutte y Félix Dibos, emprenden la creación de una nueva ciudad y compran los terrenos donde el 1 de julio de 1872 la fundan con el nombre de Marbella.
En los primeros años de la república, San Miguel, Magdalena del Mar y Magdalena Vieja (Pueblo Libre), formaban un solo distrito: La Gran Magdalena.
El 10 de mayo de 1920, el Congreso accedió a la petición de vecinos notables y por Decreto Ley n.º 4101 se crea oficialmente el distrito de Magdalena del Mar, el cual se segrega de Magdalena Vieja, con capital del pueblo del mismo nombre.  Con el presidente, Manuel Prado Ugarteche, se eleva a la categoría de ciudad.

## Conflicto limítrofe
El distrito de Magdalena del Mar tiene una disputa territorial con el distrito de San Isidro, desde hace más de 50 años, que comprende 42 manzanas delimitadas por las avenidas General Felipe Salaverry, Juan de Aliaga y Faustino Sánchez Carrión.
En la zona se han presentado múltiples conflictos entre personal de serenazgo de ambos distritos, por diferencia entre nombre de las calles e intervención de espacios públicos. En 2022, los candidatos electos de ambos distritos, Francis Allison y Nancy Vizurraga, se comprometieron a dialogar con las autoridades para lograr un tratado pacífico sobre los problemas limítrofes. Aún no hay una solución definitiva por parte del Instituto Metropolitano de Planificación, ni del Congreso de la República.
| Noroeste: Distrito de San Miguel | Norte: Distrito de Pueblo Libre | Nordeste: Distrito de Jesús María |
| Oeste: Distrito de San Miguel    |                                 | Este: Distrito de San Isidro      |
| Suroeste: Océano Pacífico        | Sur: Océano Pacífico            | Sureste: Distrito de San Isidro   |

## Autoridades

### Municipales
| Cargo    | Autoridad electa                 | Partido político | Partido político         |
| -------- | -------------------------------- | ---------------- | ------------------------ |
| Alcalde  | Francis James Allison Oyague     |                  | Alianza para el Progreso |
| Regidor  | Ricardo Guillermo Flórez Corbera |                  | Alianza para el Progreso |
| Regidora | Daniela Yadhira Uriarte Galarza  |                  | Alianza para el Progreso |
| Regidora | Roxana Gonzales Vaca             |                  | Alianza para el Progreso |
| Regidor  | Guillermo Jorge Acosta Begazo    |                  | Alianza para el Progreso |
| Regidor  | Eduardo Roselló Montero          |                  | Alianza para el Progreso |
| Regidora | Ena Karina Ocaña Aranibar        |                  | Alianza para el Progreso |
| Regidor  | Nemecio Chávez Mejía             |                  | Renovación Popular       |
| Regidora | Úrsula del Carmen García Lossio  |                  | Renovación Popular       |
| Regidor  | Eduardo Roselló Montero          |                  | Renovación Popular       |
| Regidor  | Johan Fritz Chávez Sifuentes     |                  | Somos Perú               |

## Población
En el censo del 2017, Magdalena del Mar registró un total de 60 290 habitantes. Según el ingreso per cápita por hogar, que está por encima de los 2412 soles, la población del distrito pertenece a un nivel socioeconómico alto. Su índice de desarrollo humano es muy alto, en 2019, alcanzó un valor de 0.8339 por lo que se ubicó en el cuarto lugar a nivel de los distritos de Lima y del Perú. El desarrollo inmobiliario del distrito ha sido muy dinámico principalmente con la ejecución de proyectos de torres de viviendas y edificaciones de oficinas. Asimismo, el distrito ha experimentado una gentrificación en los sectores aledaños al distrito de San Isidro, aumentando el valor del suelo y del metro cuadrado construido en esas zonas.

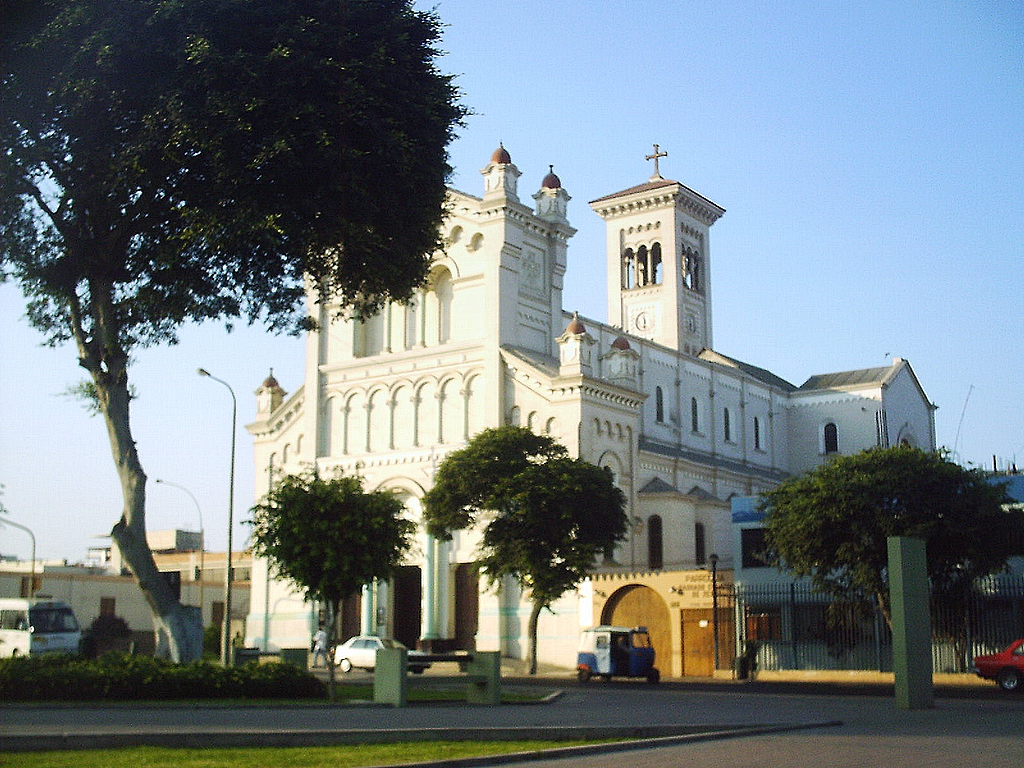
Plaza Principal de Magdalena.

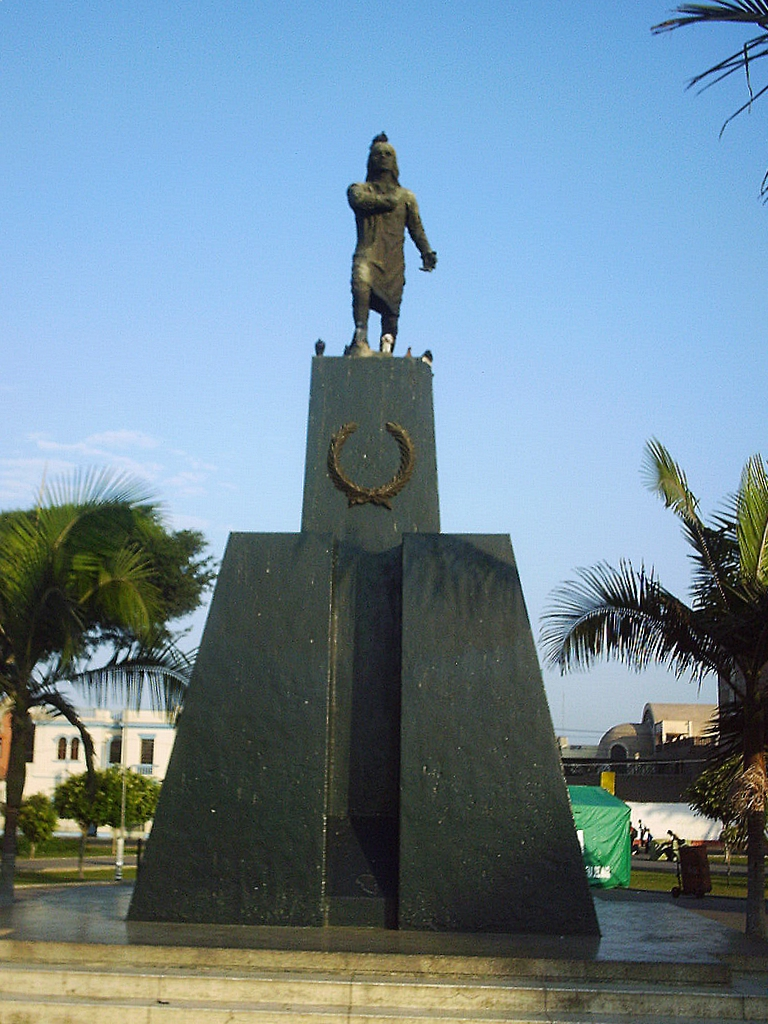
Monumento a Túpac Amaru II.

## Atractivos turísticos
Importantes clubes sociales peruanos se hallan en este distrito como: Lima Cricket and Football Club (sede social), el Club Social Magdalena del Mar (sede social), y el Club Universitario de Deportes (oficinas administrativas).

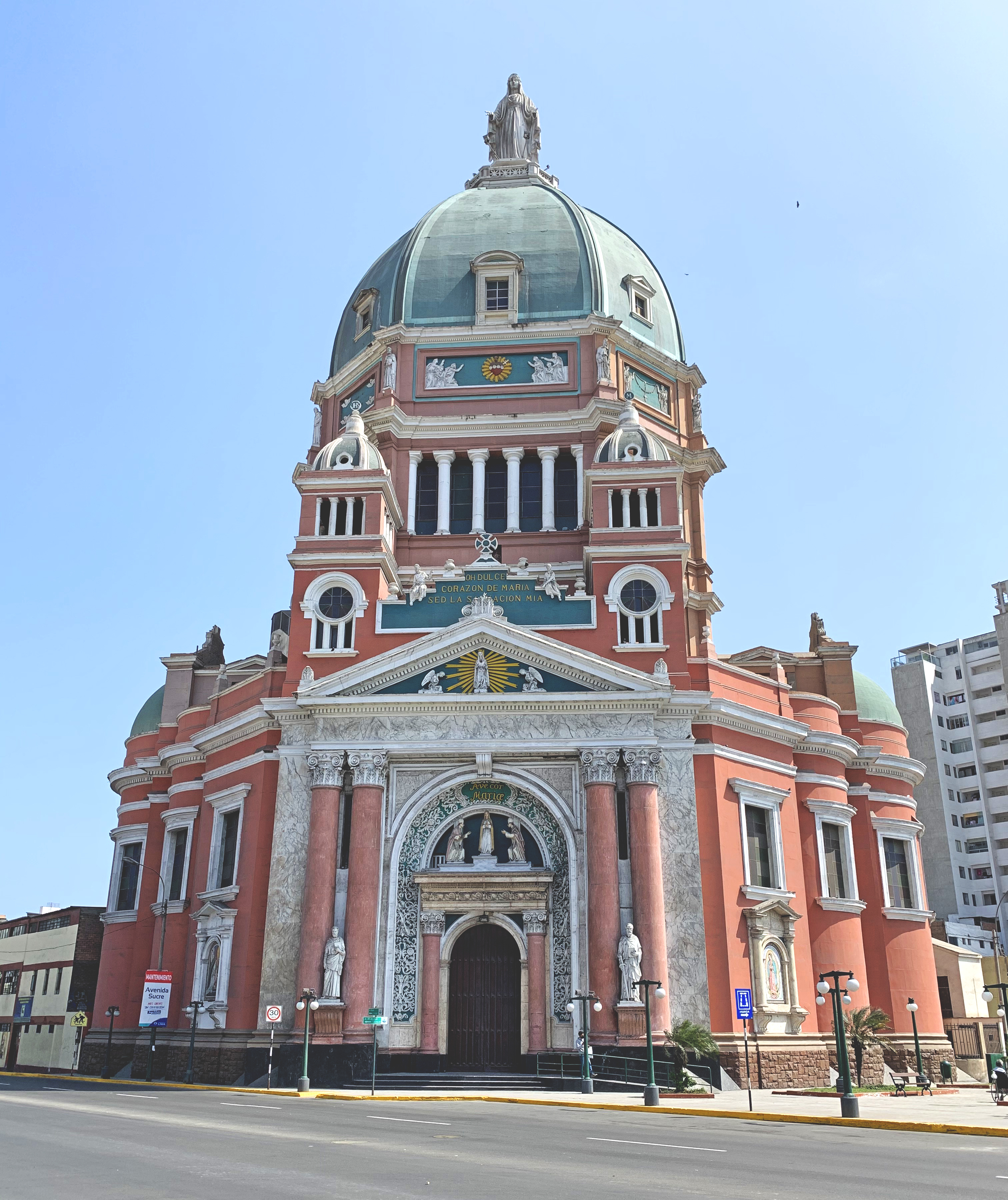
Iglesia Inmaculado Corazón de María.

La avenida Independencia ha cedido su nombre por Antonio José de Sucre; no obstante, en realidad sería una prolongación de la misma; puesto que, la avenida Antonio José de Sucre se inicia en el distrito de Pueblo Libre, en el cruce con la avenida Bolívar. Y tras 14 cuadras, culmina en el límite distrital con Magdalena del Mar, en la cuadra 13 de la avenida Independencia. Y va decreciendo la numeración hasta la bajada a la playa y costas.

### Inmaculado Corazón de María
El Monumento al Inmaculado Corazón de María fue inaugurado el 5 de julio de 1996, y se encuentra ubicado al final de la avenida Brasil, en homenaje a la profunda fe católica de la comunidad de Magdalena del Mar.
En el lugar, fue colocada la imagen de la virgen que se encontraba en la iglesia del Inmaculado Corazón de María. Mide 6.50 m de altura y 4 toneladas de peso. Y fue colocada sobre una sólida columna de cemento de 12 metros de alto, y dos vigas que apoyan la columna formando un ángulo de 60° con vista a la avenida Brasil. Éstas, representan un rosario y a la Santísima Trinidad.

### Templo Expiatorio del Sagrado Corazón de Jesús
Se inició su construcción en 1923 y fue terminada en 1945, desde ese entonces, ha sido parte de la congregación Salesiana que han venido desarrollando una tarea evangelizadora que ha sido reconocida y valorada tanto por la iglesia local como por la sociedad civil, la parroquia ha desempeñado roles importantes en la formación de la ciudadanía en Magdalena.
El primer párroco, hoy beato de la iglesia: P. José Calasanz, mártir de la guerra civil española. Desde 1964, Magdalena se vio enriquecida culturalmente por la aparición del Colegio Salesiano Rosenthal de la Puente, que posee actualmente una alta significatividad entre las escuelas de la gran Lima.

### Malecón Grau
Malecón que representa la mejor vista de la actual bajada al circuito de playas.

### Jirón Francisco Bejarano (actual Hermilio Valdizán)
Es uno de los jirones menos poblados de Magdalena del Mar. Desde 2009, debido a la demolición de quintas fruto de la renovación urbana. Uno de sus vecinos ilustres fue el célebre cómico Melcochita.

### Mercado Modelo de Magdalena del Mar
Uno de los mercados más emblemáticos de Lima. Fundado en la década de 1930, por inmigrantes del interior del país dedicados al comercio de alimentos. Se encuentra en disputa por un proyecto de renovación impulsado por el municipio.

### Monumento a José Gabriel Condorcanqui (Túpac Amaru II)
El Monumento a Túpac Amaru II –precursor de la Independencia Nacional- está constituido por una estatua de bronce sostenida en un pedestal, inspirado en la arquitectura de las fortalezas de Sacsayhuamán y Machu Picchu.
En el monumento, Túpac Amaru II está de pie y sin sombrero, luce un vestido a la usanza colonial. En el pecho lleva la medalla del dios Sol. Está ubicado en la parte central de la plaza principal de Magdalena del Mar. Se inauguró en 1971.

### Monumento al Coronel Leoncio Prado
Busto de bronce, monumento en memoria del Coronel Leoncio Prado, para perennizar su heroísmo. La estatua está ubicada en el parque del mismo nombre. Fue inaugurada el 9 de diciembre de 1957, siendo Presidente de la República, Manuel Prado Ugarteche.

### Monumento a Manuel González Prada
Una estatua de cuerpo entero de Manuel González Prada, se encuentra en el parque del mismo nombre.

### Playa Marbella
El gobierno municipal tiene proyectado realizar la construcción de dos espigones con el objetivo de crear un nuevo espacio de esparcimiento para la realización de actividades náuticas en beneficio de los vecinos del distrito. El proyecto cuenta con la aprobación de la Dirección General de Capitanía y Guardacosta.

### Hospital Víctor Larco Herrera
Inaugurado en 1918 como el Asilo Colonia de la Magdalena, establecimiento médico para la asistencia de los enfermos mentales de la ciudad de Lima, el cual reemplazaba al antiguo Hospital Civil de la Misericordia (Manicomio del Cercado).

## Educación
- I.E. Emblemática Miguel Grau.
- Rosenthal de la Puente: Simplemente "Salesiano" es un colegio de mixto ubicado en una de las esquinas más populares del centro de Magdalena.
- Rayitos de Luz: Institución educativa de nivel inicial y cuenta con tres grados de primaria. Es uno de los nidos más populares de Comandante Espinar.
- I.E.P. "Madre Angélica Recharte" Institución educativa de nivel primaria y secundaria, perteneciente a la Congregación del Niño Jesús de Praga. Promoción "Jóvenes Christus· 1988 --> Manuel Torres Verástegui.
- I.E. San Martín de Porres N.º 72. Creada el 27 de noviembre de 1965. Ostenta el rango de Institución Educativa Marca Perú por sus proyectos de desarrollo económico que realizan sus alumnos asesorado por sus profesores. Es la única institución educativa que hace anualmente una feria de productos comerciales preparados por los alumnos.
- I.E.P "Nuestra Señora De La Paz es un colegio parroquial ubicado en el jirón Tacna 250.
- I.E.P "José Antonio Encinas" colegio alternativo ubicado en el jirón Tacna 465. Realiza con frecuencia actividades para la comunidad y vecinos de Magdalena en la plaza Túpac Amaru y en el local del colegio.
- I.E.P. "Peruano Japonés La Victoria" - ubicado en el jirón Inclán. Teniendo como base la cultura y los valores del Japón.
- Pamer Magdalena: institución educativa preuniversitaria ubicada en la avenida Antonio José de Sucre.
- I.E.P. "Inmaculado Corazón de María: Institución disuelta en octubre de 2011, debido a que no contaba con papeles en regla de los niveles educativos.

## División Administrativa
El cuadro muestra el centro poblado que pertenece al distrito de Magdalena del Mar.
| Centro Poblado    | Tipo de Centro Poblado |
| ----------------- | ---------------------- |
| Magdalena del Mar | Urbano                 |

## Festividades
En 2011, la Municipalidad de Magdalena del Mar, siendo alcalde Francis Allison, nombró mediante resolución de alcaldía N.º 429 - 2011 A-MDMM al Santo Cristo de la Agonía como patrón distrital de Magdalena del Mar. Esta imagen de cristo crucificado, se venera en la parroquia del Inmaculado Corazón de María. Su recorrido procesional se realiza en el mes de septiembre.

## Hermanamientos
- Gansu, China (2013)[15]
- Santa Fe, España (1986)[16]
- Santa Fe de Bogotá, Colombia

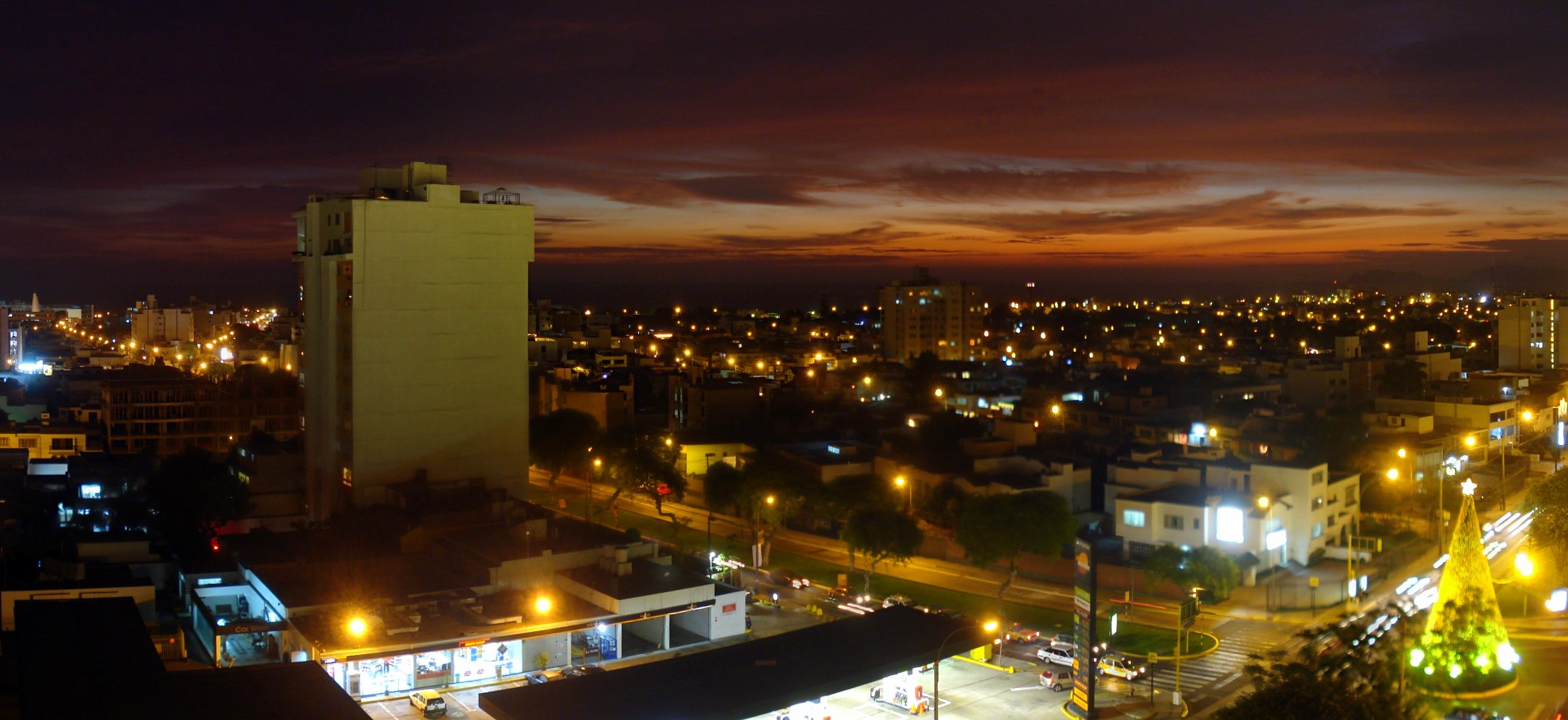
Atardecer en Magdalena del Mar.

- Houston, Estados Unidos